# شويحية
شويحية  (بالإنجليزية: CHOUIHIA)‏ هي جماعة قروية تابعة لإقليم بركان ضمن الجهة الشرقية بالمغرب. بلغ مجموع عدد سكان شويحية  حسب إحصاءات 2004 حوالي 12539 نسمة يعيشون في 2138 أسرة.

## إحصاء عام
| السنة | عدد السكان | عدد الأسر | عدد الأجانب |
| ----- | ---------- | --------- | ----------- |
| 1994  | 12800      | 1781      | °°°°        |
| 2004  | 12539      | 2138      | 0           |